# Audrie J. Neenan
Audrie J. Neenan (født 28. oktober 1950) er en amerikansk skuespiller. Hun er bedst kendt for sin rolle som den storskrydende madam Ray Parkins i actionfilmen Dirty Harry vender tilbage fra 1983, der den fjerde film i rækken i Dirty Harry-serien, samt for rollen som dommeren Lois Preson i tv-serierne Law & Order og Law & Order: Special Victims Unit. Mange af hendes roller har været portrætteringer af stærke og intimiderende kvindelige figurer som dommere, politikvinder og rapkæftede tjenere.
Neenan spillede en tjener i Funny Farm fra 1988 sammen med Chevy Chase og hun var politikvinde i See No Evil, Hear No Evil i 1989 sammen med Gene Wilder. I 2006 havde Neenan en mindre rolle som bartender i Martin Scorseses oscarvindende film The Departed. På fjernsyn har hun medvirket i tv-serier som Ally McBeal og Law & Order (i en række gæsteoptrædener som forskellige dommere). I 2008 medvirkede i filmen Doubt instrueret af John Patrick Shanley, hvor hun spillede sammen med Meryl Streep og Philip Seymour Hoffman.
Den rødhårede Neenan har også medvirket i Friends, Lois & Clark, Cosby Show og The Tonight Show Starring Johnny Carson. På teatret havde hun sin debut i William Alfreds stykke Curse of an Aching Heart sammen med Faye Dunaway som blev instrueret af Gerald Guitterez. Hun har også spillet på The Apollo og Chicago Shakespeare Festival.

## Filmografi

### Film
- 1983 Dirty Harry vender tilbage
- 1989 See No Evil, Hear No Evil
- 2006 The Departed

### Tv
- 2006 Brotherhood
- Ally McBeal
- Law & Order
- Law & Order: Special Victims Unit
- Friends
- Lois & Clark
- Cosby Show
- The Tonight Show Starring Johnny Carson